# Manduel
Manduel är en kommun i departementet Gard i regionen Occitanien i södra Frankrike. Kommunen ligger i kantonen Marguerittes som tillhör arrondissementet Nîmes. År 2022 hade Manduel 7 087 invånare.

## Befolkningsutveckling
Antalet invånare i kommunen Manduel
Referens:INSEE